# Jan Pešava
Jan Pešava (* 14. ledna 1972 Jablonec nad Nisou) je bývalý český běžec na dlouhé tratě, držitel českých rekordů na 3000 m, 10000 m a v půlmaratonu.
S atletikou začínal v 10 letech na sportovní škole v Jablonci, zpočátku závodil za Liaz Jablonec, svých vrcholných výkonů dosáhl v dresu Dukly Praha. Už v 18 letech zaběhl 5000 m pod 14 minut (13:55,02) a v 19 letech 10000 m pod 30 minut (29:44,04) - tyto výkony jsou stále platnými českými juniorskými rekordy . Na MS juniorů v roce 1990 dosáhl 7. místa v běhu na 5000 m. V letech 1992 a 1993 se stal mistrem ČR v běhu na 5000 m, v následujících pěti letech zvítězil na národním šampionátu na dvojnásobné trati. Jako jediný český běžec v historii zaběhl trať 10000 m pod 28 minut - jeho čas 27:47,90 z roku 1998 je stále platným rekordem ČR, stejně tak i rekordy na 3 000 m - 7:46.72 (1998) a půlmaraton - 1:01:31 (1997).
Největšího mezinárodního úspěchu dosáhl na evropském šampionátu na dráze v Helsinkách v roce 1994, kde obsadil 7. místo v běhu na 10000 m (28:10,73). Je zajímavostí, že do posledního kola vbíhal J.Pešava dokonce na prvním místě a i když se přes něj ve finiši dostalo 6 běžců, tak přesto dokázal doběhnout před pěti běžci, kteří měli v r.1994 zaběhnuté časy pod 28 minut (Serrano - Ulmala - Baldini - Ezzher - De La Torre, v cíli celkem 23 běžců). Dalším výborným výkonem bylo 16. místo na MS v půlmaratonu v roce 1997 (1:01:31). Na české scéně dokázal zvítězit 2x na legendárních Běchovicích (nejstarším silničním běhu v Evropě - 10 km) v letech 1994 (30:09) a 1997 (28:59). Jeho trenérem v dobách nejvyšší výkonnosti byl Jiří Drbohlav.
Po úspěšných výsledcích na dráze si chtěl Jan Pešava vyzkoušet maraton a zaběhnout limit pro OH v Sydney (2000), sportovní kariéru však ukončil kvůli zdravotním problémům s achillovkami předčasně ve 26 letech.
Výborným běžcem byl také Janův bratr Milan Pešava (nar.1969), jenž dosáhl osobních rekordů 14:19,23(1989) na 5000 m a 29:43,20 (1990) na 10000 m. Také rodiče obou bratrů závodně běhali.

## Osobní rekordy
- 1500 m (dráha) - 3:45,63 – 31. srpna 1996, Jablonec nad Nisou
- 3000 m (dráha) – 7:46,72 – 27. června 1998, Petrohrad
- 5 000 m (dráha) – 13:25,80 – 17. června 1998, Atény
- 10 000 m (dráha) – 27:47,90 – 8. června 1998, Praha
- 10 km (silnice) – 28:59 – 28. září 1997, Běchovice-Praha[3]
- půlmaraton – 1:01:31 – 4. října 1997, Košice